# Gustav Huguenin

Gustav Huguenin, um 1914

Gustav Huguenin (* 21. Juli 1840 in Krauchthal; † 6. Februar 1920 in Zürich; heimatberechtigt in Zell und Zürich) war ein Schweizer Psychiater, Neurologe, Internist und Entomologe.

## Leben
Der Sohn eines Arztes besuchte die Mittelschule in Winterthur und studierte Naturwissenschaften und Medizin an den Universitäten Zürich, Prag und Wien. Seine Lehrer waren in Zürich Wilhelm Griesinger, Anton Biermer, Bernhard von Gudden, Theodor Billroth und Eduard von Rindfleisch und in Wien Theodor Meynert, Moriz Benedikt und Johann von Oppolzer. Huguenin promovierte 1865 in Zürich.
Im Sommersemester 1867 habilitierte er sich an der Universität Zürich, wo er im Wintersemester 1872/73 als Nachfolger von Gudden zum ordentlichen Professor für Psychiatrie und Direktor der Irrenheilanstalt Burghölzli berufen wurde. Vom Wintersemester 1874/75 bis zum Sommersemester 1883 war er Professor für innere Medizin und Direktor der medizinischen Klinik des Kantonsspitals in Zürich.
1883 trat er wegen einer tuberkulösen Erkrankung zurück. Er praktizierte aber weiter, u. a. in Weissenburg im Simmental, aber auch in Algerien, Korsika und Italien und verschrieb sich der Erforschung der Tuberkulose. Huguenin beschäftigte sich auch mit Entomologie und hinterliess dem Entomologischen Museum der ETH Zürich eine grosse Sammlung.

## Schriften (Auswahl)
- Ueber die Trachomdrüsen oder Lymphfollikel der Conjunctiva. Druck von D. Grossmann, Meilen 1865 (Dissertation, Universität Zürich).
- Pathologische Beiträge. J. Schabelitz, Zürich 1868 (enthält: Die marantische Sinusthrombose und Zur Pathologie der acuten Exantheme; Habilitationsschrift, Universität Zürich).
- Allgemeine Pathologie der Krankheiten des Nervensystems: Ein Lehrbuch für Aerzte und Studirende. Theil 1: Anatomische Einleitung. Zürcher & Furrer, Zürich 1873 (keine weiteren Teile erschienen).
- Acute und chronische Entzündungen des Gehirns und seiner Häute. In: Hugo von Ziemssen (Hrsg.): Handbuch der speciellen Pathologie und Therapie. Bd. XI, 1. Vogel, Leipzig 1876, S. 329–756.